# Step 5

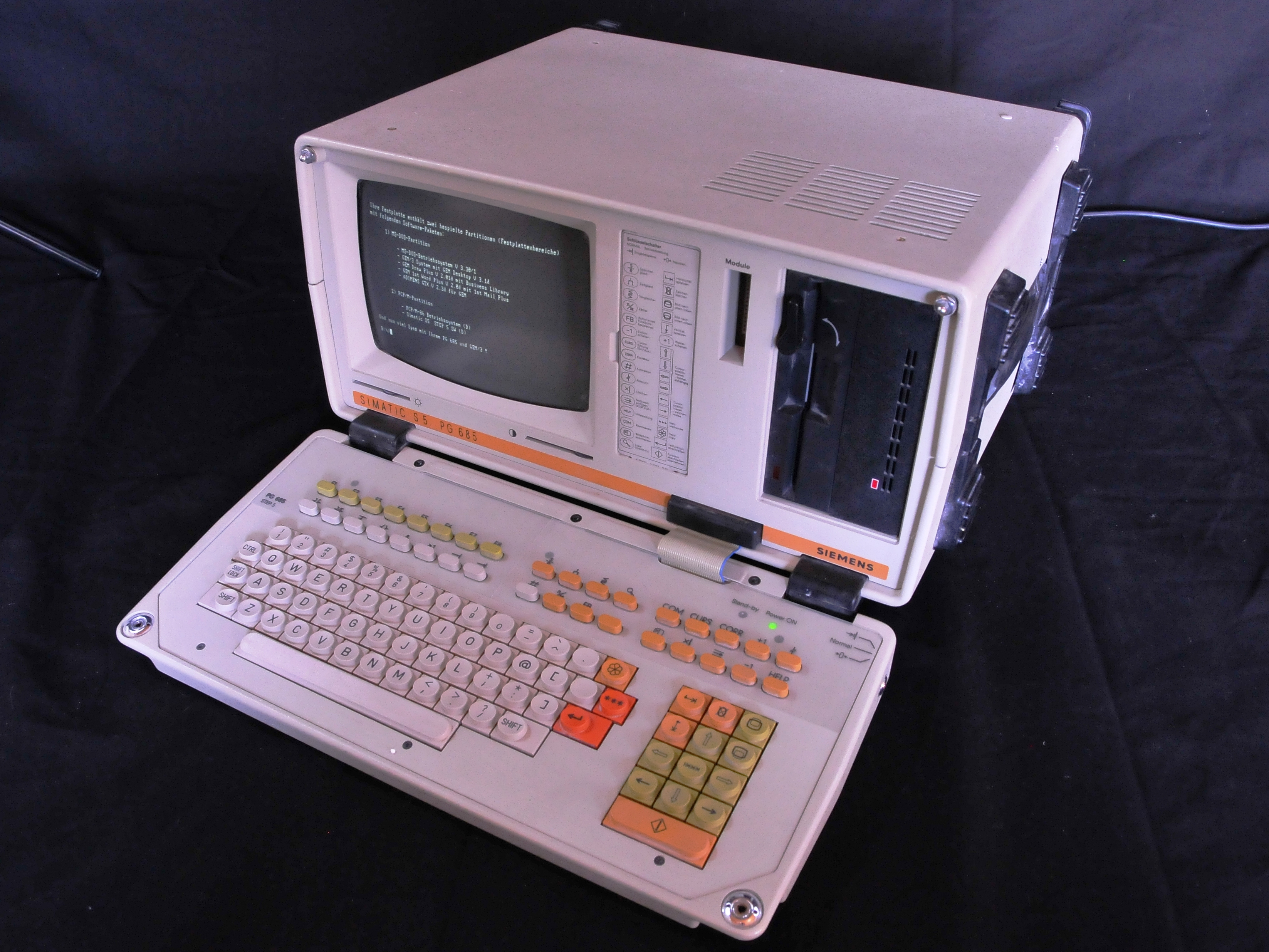
Programmiergerät PG685 für
STEP-5-Programmierung

STEP 5 ist eine Programmiersoftware für die speicherprogrammierbaren Steuerungen Simatic S5 von Siemens. Siemens hat diese Software am 1. Oktober 2005 abgekündigt, da die Simatic S5 nicht mehr weiterentwickelt wird. Nachfolgesteuerung ist die Simatic S7 mit der Programmiersoftware STEP 7.
Mit STEP 5 können Anwenderprogramme für alle Simatic S5-Automatisierungsgeräte erstellt werden. Funktionsumfang:
- Programmierung in den Sprachen Kontaktplan (KOP), Funktionsplan (FUP) nach DIN 40700 und Anweisungsliste (AWL) nach DIN 19239.
- Bedienoberfläche nach SAA-Standard
- Netzwerkfähigkeit auf Novell-Basis

STEP 5 gibt es in zwei Varianten:
- STEP 5/ST-Basispaket für PGs und PCs zum Programmieren, Testen, Dokumentieren, Inbetriebnehmen und zur automatischen Dokumentation von S5-Programmen für die Automatisierungsgeräte S5-90U, S5-95/U/F, S5-100U, S5-101U, S5-115U/H/F, S5-135U, S5-150U und S5-155U/H.
- STEP/ST für Kleinsteuerungen für PC; STEP 5/ST für Kleinsteuerungen ist speziell auf die Programmierung der Kleinsteuergeräte S5-90U, S5-95U/F und S5-100U zugeschnitten. Es sind nur folgende Softwarepakete ablauffähig: GRAPH Mini, COM IP 266, COM 95F, COM DG1, COM 521 BASIC. Alle weiteren COM-Pakete und Optionspakete sind nicht einsetzbar.

## Bestandteile der Programmiersoftware
Aufgrund der damaligen eingeschränkten Hardwareressourcen von Programmiergeräten (PG) und PCs ist die STEP-5-Software in einzelne Pakete unterteilt. Diese werden von dem S5-Kommandointerpreter (S5-KOMI) in den Arbeitsspeicher geladen wenn diese benötigt werden.

### Bestandteile des Basispakets
KOP, FUP, AWL
Mit diesem Paket wird das Anwenderprogramm geschrieben. Es kann während der Bearbeitung zwischen den verschiedenen Programmiersprachen des Programms gewechselt werden. Der volle Funktionsumfang kann aber nur in AWL genutzt werden, da bestimmte Funktionen sich in KOP und FUP nicht darstellen lassen.
QL, VERGL, UMV
- QL – Dient der Erstellung einer Querverweisliste; so wird ersichtlich, wo ein Operand genutzt wird.
- VERGL – Vergleichen von Programmen und Bausteinen.
- UMV – Funktion zum Umverdrahten der Operanden. Durch diese Funktion werden die Adressen von Operanden gespeichert und geändert.

EPROM/EEPROM
Mit diesem Paket können die in S5-Steuerungen eingesetzten Speichermodule EPROM bzw. EEPROM geschrieben, gelesen und verglichen werden.
PG-KOPPLUNG
Dient dem Datenaustausch zwischen verschiedenen Programmiergeräten.
SYMBOLIK-EDITOR
Mit diesem Paket wird die Zuordnungsliste erstellt; in ihr werden symbolischen Operanden Adressen zugewiesen.

### Zusatzpakete
Graph 5
Mit dem Paket Graph 5 lassen sich Ablaufsteuerungen realisieren die in Ablaufsprache geschrieben werden.
PG-NET
Mit diesem Paket wird die STEP-5-Software netzwerkfähig. Anwenderprogramme können zentral auf einen Server gespeichert werden.
KOMDOK
Dient der Erstellung einer Programmdokumentation.

## Begriffsherkunft
STEP ist hier eine Abkürzung und steht für STeuerungen Einfach Programmieren.

## Versionsgeschichte
| Version  | Erschienen am     | unterstütztes Betriebssystem | Notizen |
| -------- | ----------------- | ---------------------------- | --- |
| 1.0      | 1979              |                              | ausgeliefert auf dem PG 630 diente es zum Programmieren von S5-030, S5-110, S5-130 mittels eines Einzeilendisplay, es unterstützte nur Bit-Befehle |
| 1.1      |                   |                              | PG 702 |
| 1.4      |                   |                              | PG 605U, PG 615 |
| 2.0      |                   | CP/M-86 V2.0                 | PG 675 |
| 2.2      |                   | CP/M-86 V2.0                 | PG 675 |
| 3.0      |                   | CP/M-86 V2.1                 | PG 685 |
| 3.2      |                   | CP/M-86 V2.1                 | Version lauffähig auf den Programmiergeräten (PG) der Fa. Siemens unter dem Betriebssystem Personal CP/M-86 (PG 685 - V2.1/1 bzw. PG 750/770 - V2.0/5e) |
| 6.3      | 1992              | MS-DOS 5.0                   | PG 750 |
| 6.5      | 30. August 1996   | MS-DOS 5.0                   | Mit neuen Funktionen und Optimierungsmaßnahmen. Die Software stand nun ebenfalls in einer kyrillischen Variante zur Verfügung. |
| 6.6      |                   | Windows 95                   | Die Software lief unter Windows 95 in einer DOS-Box. |
| 7.0      | 19. August 1997   |                              | Mit einer Reihe von neuen Features ergänzt. |
| 7.02     |                   | Windows 98                   | |
| 7.1      | 13. Juli 1999     | Windows NT SP3               | |
| 7.14     |                   | Windows 2000                 | |
| 7.15     |                   | Windows ME                   | |
| 7.17     |                   |                              | Kleine Verbesserungen in der Software. |
| 7.2      | 19. Februar 2002  | Windows XP SP1               | |
| 7.23 HF1 | 12. August 2004   | Windows XP SP3               | Diese heute noch neu beziehbare Version ist die aktuelle und voraussichtlich letzte. Sie ist lauffähig unter allen Microsoft-Windows-Betriebssystemversionen von 95 bis XP inklusive Service Pack 3. Die Software enthält die Sprachen deutsch, englisch, französisch, italienisch und spanisch. |
| 7.23 HF2 | 10. November 2016 | Windows 7 Windows 10         | Windows 7 exklusiv in spezieller Ablaufumgebung auf dem Siemens Field-PG M5 und Windows 10 exklusiv in spezieller Ablaufumgebung auf dem Siemens Field-PG M6. |